# ئی‌ام‌دی جی‌پی۲۰دی
ئی‌ام‌دی جی‌پی۲۰دی (انگلیسی: EMD GP20D) یک شانتر ساخت شرکت‌های الکترو-موتیو دیزل و موتیوپاور است.
این لوکوموتیو که مابین سال‌های ۲۰۰۰ تا ۲۰۰۰ تولید می‌شده دارای ۱۶ سیلندر و ۲۰۰۰ اسب بخار قدرت بوده است.